# Norops lineatus
Norops lineatus este o specie de șopârle din genul Norops, familia Polychrotidae, descrisă de Daudin în anul 1802. A fost clasificată de IUCN ca specie cu risc scăzut. Conform Catalogue of Life specia Norops lineatus nu are subspecii cunoscute.